# Фрикасе
Фрикасе (от френски Fricassée – „сбирщина“,) е месно ястие, приготвено с птиче, агнешко, младо телешко, свинско, заешко, гълъбово месо или риба. Течната съставка на фрикасето е светъл сос на бульонна основа, застроен с жълтъци, сметана и овкусен с лимонов сок и черен/бял пипер. В сравнение с кашите, фрикасето има по-рядък сос с леко кисел вкус.
За оригиналното фрикасе суровото месо се нарязва на хапки, които се запържват леко в масло, поръсват се с брашно, след което се долива течността за соса – месен или пилешки бульон. Така получената, посгъстена от брашното, основа за соса, се сгъстява със сметана и жълтъци, и се подправя с лимонов сок и черен/бял пипер. Допълнителни съставки в ястието могат да бъдат грах, моркови, аспержи, гъби и др. В соса като последна стъпка може да се разбият бучки студено масло, за създаване на допълнителна кадифеност.
Сосът на фрикасето има вкуса и аромата на месото и останалите вложени в него продукти. Той е богат на белтъчини и екстрактни вещества. Консистенцията трябва да е идеално гладка.
Разпространена домашна практика, която не отговаря на оригинала, е да се наричат фрикасе ястия, при които месото бива първо сварено, а след това нарязано на хапки и затоплено в някакъв светъл сос – най-често тип рядък бешамел, а в България и сосове с кисело мляко.
Фрикасето се съхранява на водна баня в продължение на 2 – 3 h. През този период по повърхността на соса се прибавят парченца краве масло, за да се избегне обезводняването и образуването на ципа.
За гарнитура към фрикасето най-често се приготвя сварен ориз.
Фрикасе от риба се приготвя по същата технологична схема. По-добро овкусяване на соса може да се постигне чрез добавка на вино, гъби, горчица и др.
Ястията от групата на фрикасетата носят наименованието си от вида на месото, с което са приготвени – пиле фрикасе, агнешко фрикасе и др.